# آنتون دنیکین
آنتون ایوانویچ دنیکین (روسی: Анто́н Ива́нович Дени́кин؛ IPA: [ɐnˈton ɪˈvanəvʲɪtɕ dʲɪˈnʲikʲɪn]; ۱۶ دسامبر ۱۸۷۲ – ۸ اوت ۱۹۴۷) یک سپهبد در ارتش امپراتوری روسیه (۱۹۱۶) بود که پس از آن به رهبر نظامی جنبش سفید در جنگ داخلی روسیه پرداخت.